# Speocirolana fustiura
Speocirolana fustiura là một loài chân đều trong họ Cirolanidae. Loài này được Botosaneanu & Iliffe miêu tả khoa học năm 1999.